# Sobolice (powiat żarski)
Sobolice (niem.  Zoblitz) – wieś w Polsce położona w województwie lubuskim, w powiecie żarskim, w gminie Przewóz.
W latach 1975–1998 miejscowość należała administracyjnie do województwa zielonogórskiego.

## Historia
Stara osada, do XVII w. zamieszkiwana przez ludność serbołużycką. W przeszłości Sobolice związane były z wieloma rodami szlacheckimi m.in. von Penzigów, von Kottwitzów i von Haugwitzów. Miejscowy kościół był w 1945 wykorzystywany jako punkt obserwacyjny. W 1946 roku była tu 20 strażnica 4 Komendy Odcinka WOP. Na terenie wsi obelisk upamiętniający walki nad Nysą, wystawiony przez żołnierzy 40 pułku piechoty 9 Dywizji Pancernej.

## Demografia
Liczba mieszkańców miejscowości w poszczególnych latach:
| Rok  | Ilość mieszkańców |
| ---- | ----------------- |
| 1998 | 78                |
| 2001 | 90                |
| 2002 | 94                |
| 2009 | 79                |
| 2011 | 84                |
| 2021 | 77                |

## Zabytki
Do wojewódzkiego rejestru zabytków wpisane są:
- aleja dębowa, wzdłuż drogi w kierunku rzeki, z około 1930 roku
- pałac, z XIX wieku/XX wieku.